# 穩固要約
穩固要約（英語：Firm offer）是一種英美法系的專有概念，指的是於特定情況下，由契約當事人之一方所提出的要約是不可撤銷的。通常而言，英美法系中的所有要約均得於受要約人承諾該要約前任何時候撤銷之，即使是那些明示其為不可撤銷的要約亦同；但是英美法中的「商人穩固要約條款」卻是這一原則的重要例外。以下條文即為該例外的具體示例：
美國《統一商法典》第2-205條「穩固要約」：
由商人提出買入或賣出貨物之要約以書面作成，並經要約人簽名於其上，且該書面要約之條款明示保證其要約於約定期限內，或未定期限但定有以合理期間為期限且該期間不逾三個月內不可撤銷者，為穩固要約，要約人不得任意撤銷之。前項保證條款由受要約人提出者，應經要約人分別於條款上簽名，始生效力。

注意：不可撤銷期間經過後，該要約於要約人或受要約人依要約失效之規定撤回或拒絕前，仍屬有效。
根據美國《統一商法典》第2-205條的規定，下列情況中所提出之要約為穩固要約且不可任意撤銷之：
- 要約內容係為買入或賣出貨物者
- 要約係由商人提出者
- 要約經書面作成並簽名者